# 和泉つばす
和泉 つばす（いずみ つばす、5月8日 - ）は、日本のイラストレーター・原画家・同人作家。
愛知県在住。

## 来歴
fengの4作目『青空の見える丘』、5作目『あかね色に染まる坂』の原画を涼香と共に担当した。
2009年には、ぱれっと（株式会社クリアレーヴ）の9作目『ましろ色シンフォニー』では、単独で原画を務めている（ただし、一部の男性キャラクターについてはたまひよが原画を担当している）。
個人では「翡翠亭（ひすいてい）」という同人サークルで活動している。2019年3月1日に配信された「ぱれっとチャンネルvol.1」では、右手が人間国宝に認定された。

## 作品リスト
PCゲーム
- 青空の見える丘（feng、原画担当）
- あかね色に染まる坂（feng、原画担当、テレビアニメ化）
- ましろ色シンフォニー（ぱれっと、原画担当、テレビアニメ化（第12話のエンドカードイラストも担当））
- 恋がさくころ桜どき（ぱれっと、原画担当）
- 9-nine- ここのつここのかここのいろ（ぱれっと、原画担当）
- Summer Pockets（Key、空門蒼、イナリ担当）[3]
- Summer Pockets Reflection Blue (同上)
- 9-nine- そらいろそらうたそらのおと（ぱれっと、原画担当）
- 9-nine- はるいろはるこいはるのかぜ（ぱれっと、原画担当）
- 9-nine- ゆきいろゆきはなゆきのあと（ぱれっと、原画担当）
- 9-nine-（ぱれっと、原画担当）[4]
- ましろ色シンフォニー -Love is pure white- Remake for FHD（ぱれっと、原画担当）[5]
- ましろ色シンフォニー SANA EDITION（ぱれっと、原画担当）[6]

オンラインPCゲーム
- 星彩のアステルマキナ 開発中止（DMM GAMES、メインキャラクターデザイン担当）[7]

携帯ゲーム
- 君と一緒に - ゲーム中の期間限定ヒロイン、中島瑞穂のキャラクターデザインを担当。

アニメ関連
- 『ef - a tale of memories.』第7話予告イラスト
- 『パパのいうことを聞きなさい!』第10話エンドカード
- 『俺の妹がこんなに可愛いわけがない。』第9話提供バックイラスト
- 『翠星のガルガンティア』第12話エンドカード
- 『銃皇無尽のファフニール』第10話後提供イラスト
- 『終物語』第10話エンドカード

イラスト・挿絵
- 山田真哉『世界一やさしい会計の本です』（本文イラスト）
- 鷹野祐希『ぼくのご主人様!?』シリーズ（富士見ミステリー文庫）
- 松りんこ『ガールズ★レボリューション』
- 秋葉原電気外祭り 公式ビジュアルブックレット 2010 SUMMER（表紙）
- Re:ステージ!（コンプティーク）